# Svenska Nijmegenkontingenten
Svenska Nijmegenkontingenten är namnet på den svenska militära representationen i Nijmegenmarschen, den årliga  internationella fyradagars långdistansmarschen i Nijmegen i provinsen Gelderland i Nederländerna.
Svenska Nijmegenkontingenten är förlagd i Kamp Heumensoord utanför Nijmegen, tillsammans med övriga utländska kontingenter.

## Historia
1966
Chefen för heimevernsdistrikt 01 i Sarpsborg, Norge, inbjöd en grupp svenskar under ledning av chefen för hemvärnsavdelningen vid svenska försvarsområde 11 (fo 11), kn Gunnar Hyltén-Cavallius, att göra ett studiebesök i Norge och Nederländerna. Syftet med besöket är att följa den norska kontingentens träning för och deltagande i Nijmegenmarschen och därigenom få underlag till ett beslut om svenskt deltagande med militär trupp nästföljande år.
Kapten Hyltén-Cavallius och den svenska gruppen av observatörer blev mycket uppvaktade i Nederländerna. Representanter för både holländska och utländska myndigheter och förband uttalade glädje över svenskarnas besök, med förhoppningar om ett svenskt deltagande i marschen. 
Hemkomna från besöken i Norge och Nederländerna utarbetades synpunkter och förslag beträffande det svenska deltagandet. Kapten Hyltén-Cavallius föreslog på eget initiativ att det svenska hemvärnet skulle få uppdraget att representera Sverige och att då främst hv-ungdom skulle få deltaga. Det skulle vara en uppmuntran och en upplevelse för dessa samt en militärt värdefull sportslig prestation. En liten grupp om 15-20 man + erforderligt befäl och ledningspersonal bedömdes vara lämplig att börja med det första året.
Kapten Hyltén-Cavallius föreslog och hemställde "...att Kungl. Maj:t måtte lämna medgivande till ett svenskt deltagande sommaren 1967". Förslaget beviljades.
1967
Svensk trupp deltog för första gången i Nijmegenmarschen och leddes av fo 11. Den marscherande avdelningen var från fo 11 hv, och var uppdelad på två plutoner om sammanlagt 32 st, varav 2 st var lottor. Marschen leddes av kapten Gunnar Hyltén-Cavallius. Alla fullföljde marschen utom en hemvärnssoldat.
1968
Vid årsskiftet 1967/68 uppdrog Rikshemvärnschefen åt Fo 11 att organisera ett nytt deltagande i marschen. Med erfarenheter från studiebesöken -66 och marschen -67 utarbetade Fo 11 preliminära bestämmelser, program och anvisningar för träning och förberedelser.
Marschen leddes av Fo 11 men intresset för att deltaga i marschen fanns inte bara där utan vid årets marsch deltog även fo 34 och fo 52. Antalet svenska gångare var nu sammanlagt 49 st, varav 21 från Fo 11, 9 från Fo 34 och 19 från Fo 52. Alla fullföljde marschen utom 2 st.
Två deltagande grupper var ur Svenska Lottakåren under ledning av v. förbundschefen i Malmöhus läns lottaförbund Wanda Gyllenstierna.
1969
Efter deltagandet i -68 års marsch beslutade Rikshemvärnsstaben att låta ledningsansvaret för det svenska deltagandet växla mellan olika försvarsområden. Förmånen att få leda svenskarna skulle på så sätt bli fördelad.
Svenskarna, ledda av fo 52, uppgick till ca 75 st.
1970
Svenskarna, ledda av fo 52, uppgick till ca 75 st. För första gången deltog förband från Stockholm.
1971
Svenskarna, ledda av fo 34, uppgick till 122 män och 44 kvinnor, och medförde Trollhättans hemvärnsmusikkår. Svenskarna bar vapen (komplett k-pist med två magasin). Del av den svenska truppen flögs ner med Flygvapnets Hercules (Tp 84).
1972
Svenskarna, ledda av fo 34, uppgick till 159 män och 41 kvinnor, och medförde musikkår från fo 34. Svenskarna bar eldhandvapen för sista året; k-pist utan pipa. Del av den svenska truppen flögs ner med Flygvapnets Hercules (Tp 84).
1973
Svenskarna, ledda av fo 34, uppgick till 147 män och 44 kvinnor. Svenskarnas k-pistar ersattes med bajonetter. En grupp kadetter från Karlbergs slott deltog. Del av den svenska truppen flögs ner med Flygvapnets Hercules (Tp 84).
1974
Svenskarna, ledda av fo 51, uppgick till 150 män och 44 kvinnor. Från och med detta år går svenskarna utan vapen. Del av den svenska truppen flögs ner med Flygvapnets Hercules (Tp 84).
1975
Svenskarna, ledda av I 3/Fo 51, uppgick till 204 män och 60 kvinnor. Resan till Nijmegen skedde med tåg (nio byten mellan tåg och färjor!).
1976
Svenskarna, ledda av I 3/Fo 51, uppgick till 184 män och 71 kvinnor och medförde Göteborgs hemvärnsmusikkår. Del av den svenska truppen flögs ner med Flygvapnets Hercules (Tp 84).
1977
Svenskarna, ledda av I 3/Fo 51, uppgick till 188 män och 52 kvinnor. En svensk militärläkare med bistånd från GIH genomförde en analys av marschprestationer och skador. Del av den svenska truppen flögs ner med Flygvapnets Hercules (Tp 84).
1978
Svenskarna, ledda av I 3/Fo 51, uppgick till 179 män och 51 kvinnor. Transporten skedde med buss och övernattning skedde på garnisonen i Nestved.
1979
Svenskarna, ledda av I 3/Fo 51, uppgick till ca 180 män och ca 60 kvinnor.
1980
En ny era inleddes för de svenska deltagarna då P 6/Fo 14 övertog ledningsansvaret för marschen. Under de påföljande fem åren förbättrades verksamheten på de svenska rastplatserna. 
P 6/Fo 14 profilerarde Sverige genom att föra en aktiv PR-verksamhet, deltog själv och anordnade parties och receptions vilket internationellt var ett uppskattat sätt. Den svenska kontingenten uppgick nu till ca 300. Efterhand sänktes kostnaderna för de svenska deltagarna genom en omorganisation av resan Sverige-Nederländerna. Dessutom höjdes deltagarkvoten utan höjda ledningskostnader.
1981
Den svenska kontingenten, ledd av P 6/Fo 14, uppgick till ca 300 st.
1982
Den svenska kontingenten, ledd av P 6/Fo 14, uppgick till ca 300 st och hade för första gången grupper som är könsblandade. En grupp kadetter från Karlbergs slott deltog.
1983
Den svenska kontingenten, ledd av P 6/Fo 14, uppgick till ca 300 st och medförde Handens musikkår.
1984
Den svenska kontingenten, ledd av P 6/Fo 14, uppgår till 520 st varav 95 är kvinnor och 75 yrkesofficerare.
1985
Den svenska kontingenten, ledd av I 11/Fo 16/18, uppgick till ca 500 st.
1986
Den svenska kontingenten, ledd av I 11/Fo 16/18, uppgick till ca 500 st.
1987
Den svenska kontingenten, ledd av I 11/Fo 16/18, uppgick till ca 500 st.
1988
Den svenska kontingenten, ledd av I 11/Fo 16/18, uppgick till ca 500 st.
1989
Den svenska kontingenten, ledd av I 11/Fo 16/18, uppgick till ca 500 st och medförde Älmhults hemvärnsmusikkår.
1990
Den svenska kontingenten, ledd av P 7/Fo 11, uppgick till 470 st och medförde Helsingborgs hemvärnsmusikkår.
1991
Den svenska kontingenten, ledd av P 7/Fo 11, uppgick till 540 och medförde Eslövs hemvärnsmusikkår.
1992
Den svenska kontingenten, ledd av P 7/Fo 11, uppgick till 466 st (411+55) och medförde Eslövs hemvärnsmusikkår.
1993
Den svenska kontingenten, ledd av P 7/Fo 11, uppgick till 466 st (411+55) och medförde Eslövs hemvärnsmusikkår.
1994
Den svenska kontingenten, ledd av P 7/Fo 11, uppgick till 439 st (371+68) och medförde Helsingborgs hemvärnsmusikkår.
8,4 % av kontingenten bröt marschen.
1995
Den svenska kontingenten, ledd av I 16/Fo 31, uppgick till 336 st och medförde Hallands hemvärnsmusikkår(+).
9 % av kontingenten bröt marschen.
1996
Den svenska kontingenten, ledd av I 16/Fo 31, uppgick till 293 st och medförde Hallands hemvärnsmusikkår.
2,7 % av kontingenten bröt marschen.
1997
Den svenska kontingenten deltog för 30:e året. Deltagaravgiften i den svenska kontingenten sänktes till endast 800 kr vilket ledde till att 1 044 individer sökte de 750 tilldelade platserna.
Den svenska kontingenten, ledd av I 16/Fo 31, hade 678 st startande varav 631 st kom i mål, och medförde Hemvärnets kvinnliga musikkår.
6,9 % av kontingenten bröt marschen.
1998
Avgiften för att delta i den svenska kontingenten fastställs till 1 700 kr och kontingentsstorleken fastställs till 400 som efterhand sänks till 383 och slutligen till 372. 413 personer föranmäler sig och 350 personer slutanmäler sig varav 60 är kvinnlig personal.
Den svenska kontingenten, ledd av I 16/Fo 31, hade 324 st startande varav 311 st kom i mål, och medförde Hallands hemvärnsmusikkår.
4 % av kontingenten bröt marschen.
1999
Avgiften för att delta i den svenska kontingenten fastställdes till 1 800 kr och kontingentsstorleken till 335. 497 personer föranmäler sig.
Den svenska kontingenten, för sista året ledd av I 16/Fo 31, hade 361 st startande (varav 42 är kvinnlig personal) varav 349 st kom i mål, och medförde Hallands hemvärnsmusikkår.
3,9 % av kontingenten bröt marschen.
2000
Avgiften för att delta i den svenska kontingenten fastställdes till 1 800 kr och kontingentsstorleken till 335. 
Den svenska kontingenten leds för första året av P 2/Fo 14.
4,2 % av kontingenten bröt marschen.
2001
Den svenska kontingenten leddes för första året av Svenska Försvarsutbildningsförbundet.
2002
Den svenska kontingenten leddes av Svenska Försvarsutbildningsförbundet.
2003
Den svenska kontingenten leddes av Svenska Försvarsutbildningsförbundet.
2004
Den svenska kontingenten leddes av Svenska Försvarsutbildningsförbundet.
2005
Den svenska kontingenten leddes av Svenska Försvarsutbildningsförbundet.
2006
Den svenska kontingenten leddes av Svenska Försvarsutbildningsförbundet.
2007
Den svenska kontingenten leddes av Svenska Försvarsutbildningsförbundet.
2008
Den svenska kontingenten leddes av Svenska Försvarsutbildningsförbundet.
2009
Den svenska kontingenten leddes av Svenska Försvarsutbildningsförbundet.
2010
Den svenska kontingenten leddes av Svenska Försvarsutbildningsförbundet.
2011
Den svenska kontingenten leddes av Svenska Försvarsutbildningsförbundet.
2012
Den svenska kontingenten leddes av Svenska Försvarsutbildningsförbundet.
2013
Den svenska kontingenten leddes av Svenska Försvarsutbildningsförbundet.
2014
Den svenska kontingenten leddes av Svenska Försvarsutbildningsförbundet.
2015
Storleken på den svenska kontingenten fastställdes till 300 marscherande. Den svenska kontingenten leddes av Svenska Försvarsutbildningsförbundet. 4,33 % av kontingenten bröt marschen.